# Michael Kinkel
Michael Kinkel (* 1950 in Leipzig) ist ein deutscher Schauspieler.

## Leben
Michael Kinkel wurde 1950 in Leipzig geboren und absolvierte von 1971 bis 1975 ein Schauspielstudium an der Staatlichen Schauspielschule Berlin. Sein erstes Engagement hatte er am Landestheater Halle/Saale, seit 1989 war er regelmäßig am Berliner Ensemble zu sehen. Häufig wird er auch im Film und Fernsehen sowie im Hörfunk eingesetzt.
Michael Kinkel lebt in Berlin.

## Filmografie
- 1985: Die dritte Frau (Fernseh-Zweiteiler)
- 1988: Polizeiruf 110: Der Mann im Baum (Fernsehreihe)
- 1990: Spreewaldfamilie (Fernsehserie, 1 Folge)
- 1990: Polizeiruf 110: Das Duell
- 1991: Polizeiruf 110: Mit dem Anruf kommt der Tod
- 2001: Streit um drei (Fernsehserie, 1 Folge)
- 2001: Heinrich der Säger
- 2001: Unser Charly (Fernsehserie, 1 Folge)
- 2001: Der Zimmerspringbrunnen
- 2004: Der letzte Zeuge (Fernsehserie, 1 Folge)
- 2005: Die letzte Schlacht
- 2005: Schloss Einstein (Fernsehserie, 1 Folge)
- 2005: Schüleraustausch – Die Französinnen kommen (Fernsehfilm)
- 2005: Balko (Fernsehserie, 1 Folge)
- 2006: Schwarze Schafe
- 2010: Polizeiruf 110: Aquarius
- 2012: Kommissar Marthaler (Fernsehserie, Folge: Die Braut im Schnee)
- 2019: Neues aus Büttenwarder (Fernsehserie, Folge: Gerlinde)

## Theater

### Darsteller
- 1975: Sławomir Mrożek: Karl (Enkel) – Regie: Horst Ruprecht (Landestheater Halle/Saale)
- 1980: Alfred Matusche: An beiden Ufern – Regie: Peter Sodann (Landestheater Halle/Saale)
- 1983: Autorenkollektiv: Praktisch läuft alles – Regie: Winfried Freudenreich (Kabarett Die Kneifzange, Berlin)
- 1987: Autorenkollektiv: Weise mit Schuß – Regie: Winfried Freudenreich (Kabarett Die Kneifzange, Berlin)
- 1989: Autorenkollektiv: Alles wie gemalt – Regie: Helmut Hellmann (Kabarett Die Kneifzange, Berlin)
- 1995: William Shakespeare: Othello – Regie: Albert R. Pasch (Das Meininger Theater – Südthüringisches Staatstheater)
- 1997: William Shakespeare: Die Komödie der Irrungen – Regie: Jörg Liljeberg (Das Meininger Theater – Südthüringisches Staatstheater)
- 1998: Bertolt Brecht: Der aufhaltsame Aufstieg des Arturo Ui (Händler) – Regie: Heiner Müller (Berliner Ensemble)
- 2001: Agatha Christie: Die Mausefalle – Regie: Wolfgang Rumpf (Berliner Kriminal Theater)
- 2001: Max Frisch: Biedermann und die Brandstifter – Regie: Leander Haußmann (Berliner Ensemble)
- 2001: Rolf Hochhuth: Der Stellvertreter – Regie: Philip Tiedemann (Berliner Ensemble)
- 2003: Bertolt Brecht: Die Mutter – Regie: Claus Peymann (Berliner Ensemble)
- 2004: William Shakespeare: Der Sturm – Regie: Leander Haußmann (Berliner Ensemble)
- 2005: Georg Büchner: Leonce und Lena – Regie: Robert Wilson (Berliner Ensemble)
- 2006: Bertolt Brecht: Die heilige Johanna der Schlachthöfe – Regie: Claus Peymann (Berliner Ensemble)
- 2007: Max Frisch: Andorra – Regie: Claus Peymann (Berliner Ensemble)
- 2007: Bertolt Brecht: Mann ist Mann – Regie: Claus Peymann (Berliner Ensemble)
- 2008: Heinrich von Kleist: Der zerbrochne Krug (Büttel) – Regie: Peter Stein (Berliner Ensemble)
- 2008: Bertolt Brecht: Furcht und Elend des Dritten Reiches – Regie: Manfred Karge (Berliner Ensemble)
- 2009: Bertolt Brecht: Schweyk im Zweiten Weltkrieg – Regie: Manfred Karge (Berliner Ensemble)
- 2009: Federico García Lorca: Doña Rosita oder die Sprache der Blumen – Regie: Thomas Langhoff (Berliner Ensemble)
- 2010: Bertolt Brecht: Der kaukasische Kreidekreis – Regie: Manfred Karge (Berliner Ensemble)
- 2010: Bertolt Brecht: Im Dickicht der Städte (Garçon mit Fez) – Regie: Katharina Thalbach (Berliner Ensemble)
- 2011: Anton Tschechow: Der Kirschgarten – Regie: Thomas Langhoff (Berliner Ensemble)
- 2012: Bertolt Brecht: Die Dreigroschenoper – Regie: Robert Wilson (Berliner Ensemble)
- 2012: Maxim Gorki: Wassa Schelesnowa (Chauffeur) – Regie: Manfred Karge (Berliner Ensemble)
- 2014: George Tabori: Die Kannibalen – Regie: Philip Tiedemann (Berliner Ensemble)
- 2015: Bertolt Brecht: Der gute Mensch von Sezuan – Regie: Leander Haußmann (Berliner Ensemble)
- 2016: Nikolai Erdman: Der Selbstmörder – Regie: Jean Bellorini (Berliner Ensemble)
- 2016: Friedrich Schiller: Die Räuber – Regie: Leander Haußmann (Berliner Ensemble)
- 2017: Bertolt Brecht: Die Kleinbürgerhochzeit – Regie: Philip Tiedemann (Berliner Ensemble)
- 2017: Bertolt Brecht: Die Gewehre der Frau Carrar – Regie: Manfred Karge (Berliner Ensemble)
- 2019: William Shakespeare: König Heinrich IV: – Regie: Maximilian Pellert (Akademie für Darstellende Kunst Baden-Württemberg)
- 2023: Klaus Gendries Liebling, mein Herz lässt Dich grüßen – Regie: Klaus Gendries (Stadttheater Köpenick, Berlin)

### Regie
- 2011: Johanna Wech: Goethes ungeliebter Engel… eine Staatsfeindin (Konrad-Adenauer-Stiftung Cadenabbia)

## Hörspiele
- 1983: Jewgeni Astachow: Iwan (Gordejew) – Regie: Günter Bormann (Hörspiel – Rundfunk der DDR)
- 2010: Hans Fallada: Kleiner Mann – was nun? (Polizist) – Regie: Irene Schuck (Hörspiel – NDR)
- 2010: Christian Pernath: Ein Morgen wie jeder andere (Monge) – Regie: Irene Schuck (Kriminalhörspiel – DR)
- 2018: Paul Plamper: Der Absprung (Wütender Mann) – Regie: Paul Plamper (Hörspiel – WDR, BR, DR)